# MonoGame

Logo oficial de la herramienta de software "MonoGame".

MonoGame es un framework de C# libre y de código abierto utilizado para crear juegos multiplataforma. Actualmente tiene soporte para Mac OS, GNU/Linux, iOS, Android, PlayStation Móvil, y la consola OUYA. Implementa Microsoft XNA . Ha sido utilizado para desarrollar múltiples juegos, incluyendo Bastion, Celeste, Fez y Stardew Valley.

## Historia
MonoGame es la evolución de XNA Touch (septiembre de 2009) empezada por José Antonio Farías y Silver Sprite por Bill Reiss. La primera liberación oficial de MonoGame era versión 2.0 con una versión descargable 0.7, disponible en CodePlex. Estas versiones tempranas solo soportaban juegos basados en sprites 2D. La última versión oficial de solo 2D fue en junio de 2012.
Desde mediados del 2013, el framework ha empezado a ser extendido más allá de XNA4 con la adición de características nuevas como RenderTarget3D, soporte para múltiple GameWindows.

## Arquitectura
MonoGame intenta implementar por completo la XNA 4 API. Logra esto en plataformas de Microsoft a través de SharpDX y DirectX. Al desarrollar juegos para sistemas que no son de Windows, OpenTk es utilizado para implementar funcionalidad dependiente de la plataforma. Cuándo se desarrolla para OS X, iOS, y/o Android, el runtime de Xamarin es necesario.
Las prestaciones de gráficos de MonoGame provienen de OpenGL, OpenGL ES, o DirectX. Desde MonoGame versión 3, OpenGL 2 ha sido el foco de prestaciones. Las liberaciones más tempranas de MonoGame (2.5) utilizaban OpenGL 1.x para renderizado de gráficos.
La administración y distribución de contenido continúa siguiendo el modelo XNA 4 ContentManager.

## Juegos
Mientras no existe una lista exhaustiva de juegos que usan MonoGame, la siguiente tabla es una lista de los juegos dignos de mención que utilizan MonoGame para funcionar en múltiples plataformas.
| Juego                  | Año  | Plataforma(s)                                                         | Desarrollador         | Editor                                 |
| ---------------------- | ---- | --------------------------------------------------------------------- | --------------------- | -------------------------------------- |
| ARMED!                 | 2011 | Windows Store, Windows Phone, iOS                                     | Sickhead Games        | Sickhead Games                         |
| Axiom Verge            | 2015 | PlayStation 4, PS Vita, Microsoft Windows                             | Thomas Happ Games LLC | Thomas Happ Games LLC                  |
| Bastion                | 2011 | Windows, OS X, Xbox 360, Chrome, iOS, GNU/Linux                       | Supergiant Games      | Warner Bros. Interactive Entertainment |
| Celeste                | 2018 | Windows, OS X, Xbox One, Play Station 4, Nintendo Switch, GNU/Linux   | Extremely OK Games    | Extremely OK Games                     |
| Draw a Stickman: Épica | 2012 | Windows Store, iOS, Android                                           | Hitcents.com          | Hitcents.com                           |
| Escape Goat            | 2011 | Windows, OS X, GNU/Linux, Xbox 360                                    | MagicalTimeBean       | MagicalTimeBean                        |
| Fez                    | 2013 | Xbox 360, Windows, OS X, GNU/Linux                                    | Polytron Corporation  | Trapdoor, Microsoft Studios            |
| Infinite Flight        | 2011 | iOS, Windows Phone, Android                                           | Flying Dev Studio     | Flying Dev Studio                      |
| Mercenary Kings        | 2013 | Windows, OS X, PlayStation 4                                          | Tribute Games         | Tribute Games                          |
| Vision The Game        | 2014 | Windows Phone, iOS, Android                                           | InnerVision Software  | InnerVision Software                   |
| Skulls of the Shogun   | 2013 | Windows Store, Windows Phone, Xbox 360, OS X, GNU/Linux, iOS, Android | 17-Bit                | Microsoft Studios                      |
| Tiny Dice Dungeon      | 2014 | Android, iOS                                                          | Springloaded          | Kongregate                             |
| TowerFall              | 2013 | OUYA, Windows, PlayStation 4                                          | Maddy Thorson         | Maddy Thorson                          |
| Transistor             | 2014 | Windows, PlayStation 4, GNU/Linux, OS X                               | Supergiant Games      | Supergiant Games                       |
| Wizorb                 | 2011 | iOS, Windows, OS X, GNU/Linux, Xbox 360, PS Minis                     | Tribute Games         | Tribute Games                          |
| Duck Game              | 2014 | OUYA, Windows, PlayStation 4, GNU/Linux, OSX, Nintendo Switch         | Landon Podbielski     | Adult Swim Games                       |